# Bèstia de la Revelació

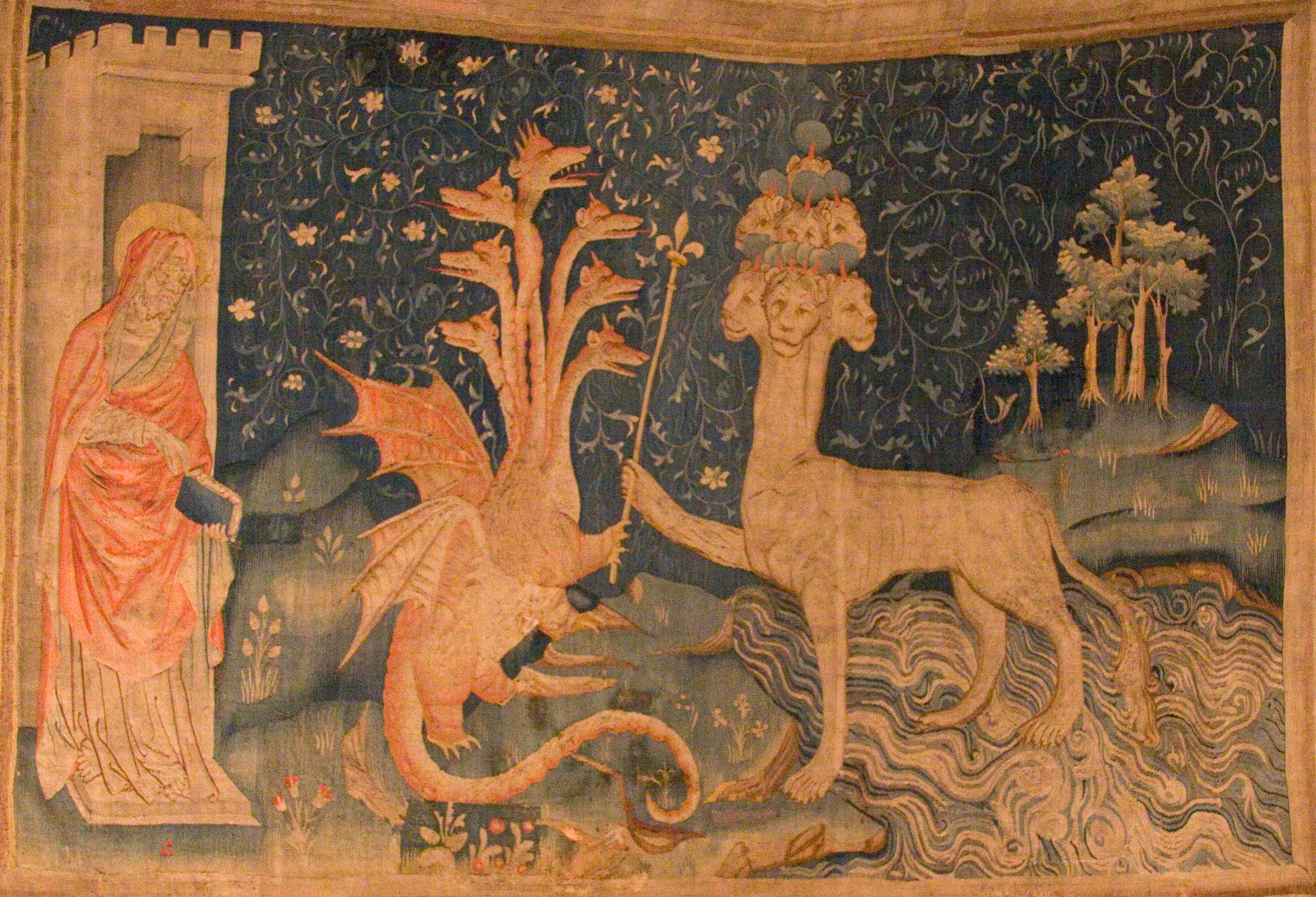
Tapís medieval amb El Drac, La Bèstia del mar i el Fals profeta

La Bèstia (en grec:Θηρίον, Thērion) del Llibre de la Revelació és la bèstia que ve de «fora del mar» com es veu en les visions de l'Apocalipsi per l'apòstol Joan en el Nou testament. La Bèstia es menciona per primera vegada al Llibre de la Revelació 11:7 com venint des de l'abisme. La seva aparença es descriu amb detall al Llibre de la Revelació 13:1-10 i una part del seu misteri darrere de la seva aparença es revela al mateix llibre 17:7-18. La Bèstia junt amb el Drac i el Fals Profeta projecten dimonis al Món per a reunir reis per l'Harmagedon.

## A l'islam
L'escatologia islàmica també fa referència a «la bèstia», anomenada ad-Dabba o Dàbbat al-Ard (àrab: دابة الأرض, Dabbat al-Arḍ, ‘la Bèstia de la Terra’), com un dels signes de la fi del temps. És citada en diversos hadits i l'Alcorà, especialment a la sura Les formigues.
La primera aparició de la Bèstia s'hauria produït a la mort de Salomó, quan la bèstia rosega el seu ceptre i així els jinns que serveixen el rei d'Israel s'assabenten que el fill de David és mort.
Tanmateix, la funció principal de la Bèstia és l'anunci de la fi dels Temps. Aquesta es mostrarà quan Jesús, el Messies, hagi complert amb la circumval·lació de la Kaba. Apareixerà tres cops per tal de denunciar la vanitat de les altres religions que no són l'islam. La Bèstia sorgirà de la terra i parlarà, en àrab, als homes que hagin negat els signes de Déu. Amb el bastó de Moisès marcarà els creients, la cara dels quals brillarà, mentre que amb el segell de Salomó tocarà el nas dels no creients, la cara dels quals s'enfosquirà tota.
L'islam també ofereix una descripció de la Dabba: és tant gran que el seu cap toca els núvols del cel, mentre que la distància que separa les dues banys del seu cap de brau seria d'una parasanga, uns 6.400 metres.